# Austropurcellia daviesae
Austropurcellia daviesae (syn.: Rakaia daviesae) – gatunek kosarza z podrzędu Cyphophthalmi i rodziny Pettalidae.

## Biotop
Bytuje w ściółce.

## Występowanie
Gatunek endemiczny dla Australii. Występuje w Górach Graham w Queensland.